# صمويل رودز
صموئيل رودز (بالإنجليزية: Samuel Rhoads)‏ (من مواليد عام 1711 - وتُوفي في 7 أبريل 1784) هو مهندس معماري أمريكي شغل منصب العمدة الخامس والخمسين لفيلادلفيا بولاية بنسلفانيا بالولايات المتحدة.

## النشأة والعائلة
وُلد صمويل في فيلادلفيا إلى عائلة تابعة لجمعية الأصدقاء الدينية. جاء جده جون رودز من عائلة بارزة في إنجلترا، لكنه واجه الاضطهاد بعد الانضمام إلى جمعية الأصدقاء الدينية. وفي أواخر القرن السابع عشر، هاجر هو واثنان من أبنائه من وينغروفز، وديربيشاير إلى ولاية بنسلفانيا. تزوج الابن الثاني، واسمه أيضًا جون رودز من هانا ويلكوكس في 1692. وُلد صمويل في فيلادلفيا في عام 1711 وكان الطفل الخامس. عمل صمويل في البداية كصانع نجار وعامل بناء قبل أن يصبح تاجرًا.

## حياته المهنية
بدأت مسيرة رودز السياسية في عام 1741، عندما تم انتخابه للمجلس المشترك لفيلادلفيا. قام بتصميم الجناح الشرقي لمستشفى بنسلفانيا. كما قام بتصميم الجناح الغربي وبنية خارجية إضافية لم يتم بناؤها حتى بعد وفاته في عام 1794. وفي عام 1761 تم انتخابه في جمعية بنسلفانيا، حيث خدم لفترتين. وشارك رودز المشاعر الثورية التي انتشرت في المدينة في السبعينات من القرن السابع عشر وكان مندوبًا في الكونغرس القاري الأول. وانتُخب عمدة لفيلادلفيا عام 1774.
كان صمويل صديق بنجامين فرانكلين، ولعب دورًا في العديد من المؤسسات المهمة في فيلادلفيا الاستعمارية. كان مديرًا سابقًا لشركة المكتبة في فيلادلفيا، وكان المدير المؤسس لشركة فيلادلفيا للمساهمة التجارية، ونائب رئيس الجمعية الفلسفية الأمريكية.
تُوفي صمويل رودز في 1784 عن عمر يناهز 73عامًا.

## روابط خارجية
- Biographical Sketch at Philadelphia Architects and Buildings
- صمويل رودز at the Biographical Directory of the United States Congress
- Brief biography at Virtualology.com